# Dendrolycosa gracilis
Dendrolycosa gracilis là một loài nhện trong họ Pisauridae.
Loài này thuộc chi Dendrolycosa. Dendrolycosa gracilis được Tord Tamerlan Teodor Thorell miêu tả năm 1891.